# Duque Bacelar
Duque Bacelar är en kommun i Brasilien.   Den ligger i delstaten Maranhão, i den östra delen av landet, 1 400 km norr om huvudstaden Brasília. Antalet invånare är 10 634.
Omgivningarna runt Duque Bacelar är huvudsakligen savann. Runt Duque Bacelar är det ganska glesbefolkat, med 31 invånare per kvadratkilometer.